# Arrecife Swallow
El Arrecife Swallow conocido también en Malasia como Isla Layang-Layang (en Dusun: Lugar de las Golondrinas), en China: 弹丸礁 (Pinyin chino: dànwánjiāo), Celerio en Filipinas y Đá Hoa Lau en Vietnam, es un atolón deshabitado oceánico de las Islas Spratly situado a unos 300 kilómetros al noroeste de Kota Kinabalu, Sabah, Malasia. El Arrecife Swallow tiene una superficie total de aproximadamente 0,35 km² (35 hectáreas).Tiene un puerto pesquero y un pequeño hotel con 15 habitaciones, posee una pista de aterrizaje de 1,5 km. Se ha ganado tierras al mar artificialmente y colocado plantas en la isla. Ocupado por Malasia entre 1983 y 1984.

## Ocupación malaya
Como pasa con todas las Islas del grupo Spratly, la propiedad de este Arrecife se discute, pero es controlada por Malasia. La ocupación de la isla sirve principalmente para respaldar el reclamo de Malasia sobre esta sección de las Islas Spratly, es decir, aquellas islas o arrecifes que se encuentran más cerca de su superficie terrestre son reclamados por este país. La Marina de Malasia ha mantenido un puesto de seguridad costaafuera llamado Estación uniforme sobre el Arrecife Swallow desde 1983, y un centro de buceo de Malasia ha operado en la isla durante varios años.
El Arrecife Swallow se encuentra en 2.000 metros del océano y en parte debido a la profundidad, este atolón se ha vuelto famoso por los avistamientos de grandes especies pelágicas y para el buceo. La base naval también ha tenido una importante contribución indirecta a la calidad del buceo en la zona, ya que protege a la isla de las prácticas de pesca más destructivas que son vistas en otras partes de la región.

## Clima
Situado en la zona ecuatorial, el Arrecife Swallow tiene un clima ecuatorial. Está cerrado a los turistas de noviembre a enero de cada año a causa de las intensas lluvias monzónicas que caen en él. Las temperaturas oscilan entre 28 a 32 °C. A pesar de tener un clima ecuatorial suele poseer una humedad bastante alta y brisa fresca proveniente del mar.